# Kostkowice (powiat cieszyński)

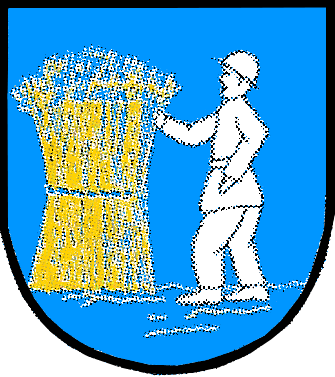
Nieoficjalny herb wsi Kostkowice

Kostkowice – wieś sołecka w Polsce położona w województwie śląskim, w powiecie cieszyńskim, w gminie Dębowiec, nad rzeką Knajką. Wieś leży w historycznych granicach regionu Śląska Cieszyńskiego. Powierzchnia sołectwa wynosi około 510 ha, liczba ludności 517 (2008), co daje gęstość zaludnienia równą 101,4 os./km².

## Części wsi
| SIMC    | Nazwa      | Rodzaj    |
| ------- | ---------- | --------- |
| 0051641 | Kępa       | część wsi |
| 0051658 | Samlowiec  | część wsi |
| 0051664 | Stary Dwór | część wsi |
| 0051670 | Za Wodą    | część wsi |

## Historia
Miejscowość po raz pierwszy wzmiankowana została w łacińskim dokumencie Liber fundationis episcopatus Vratislaviensis (pol. Księga uposażeń biskupstwa wrocławskiego), spisanej za czasów biskupa Henryka z Wierzbna ok. 1305 w szeregu wsi zobowiązanych do płacenia dziesięciny biskupstwu we Wrocławiu, w postaci item in Goschegowitz(e) debent esse XX mansi. Zapis ten oznaczał, że wieś zobowiązana została do płacenia dziesięciny z 20 łanów większych. Jej powstanie wiąże się z przeprowadzaną pod koniec XIII wieku na terytorium późniejszego Górnego Śląska wielką akcją osadniczą (tzw. łanowo-czynszową). Wieś politycznie znajdowała się wówczas w granicach utworzonego w 1290 piastowskiego (polskiego) Księstwa Cieszyńskiego, będącego od 1327 lennem Królestwa Czech, a od 1526 roku w wyniku objęcia tronu czeskiego przez Habsburgów wraz z regionem aż do 1918 roku w monarchii Habsburgów (potocznie Austrii).
W połowie XV wieku wieś była własnością książęcą, jednak 7 lutego 1457 została sprzedana staroście cieszyńskiemu Marcinowi Geislerowi, który został zobowiązany do wystawienia z tej wsi jednego konnego strzelca. Przed 1505 rokiem córka lub pierwsza żona Kostka z Kostkowic, Marusza, wyszła za mąż za Jerzyka Czelo i wniosła do małżeństwa jako posag Kostkowice. W tymże 1505 roku po śmierci Maruszy wybuchł spór o Kostkowice pomiędzy Jerzykiem Czelo a bratem jego zmarłej żony i prawnym opiekunem dzieci z pierwszego małżeństwa, Baltazarem z Dębowca na Osieku. W związku z tym, że długi zabezpieczone na Kostkowicach zostały przez Jerzyka spłacone spór ten został zakończony ugodą, według której wieś została podzielona na część należącą do Jerzyka Czela i część będącą zabezpieczeniem przyszłości dzieci z pierwszego małżeństwa Maruszy
Według austriackiego spisu ludności z 1900 w 48 budynkach w Kostkowicach (w tym 13 na Samlowcu) na obszarze 524 hektarów mieszkało 417 osób (w tym 83 na Samlowcu), co dawało gęstość zaludnienia równą 79,6 os./km². z tego 246 (59%) mieszkańców było katolikami a 171 (41%) ewangelikami, 411 (98,6%) było polsko-, 4 (1%) niemiecko- a 2 (0,5%) czeskojęzycznymi. Do 1910 roku liczba budynków wzrosła do 50 a mieszkańców do 428 (na Samlowcu spadła do 71), z czego 266 (62,1%) było katolikami, 162 (37,9%) ewangelikami, 419 (97,9%) polsko-, 8 (1,9%) niemiecko- a 1 (0,2%) czeskojęzycznymi.
Po zakończeniu I wojny światowej tereny, na których leży miejscowość - Śląsk Cieszyński stał się punktem sporu pomiędzy Polską i Czechosłowacją. W 1918 roku na bazie Straży Obywatelskiej miejscowi Polacy utworzyli lokalny oddział Milicji Polskiej Śląska Cieszyńskiego, który podlegał organizacyjnie 14 kompanii w Skoczowie.
W latach 1975–1998 miejscowość należała administracyjnie do województwa bielskiego.
Na terenie Gospodarstwa Kostkowice należącego do Zakładu Doświadczalnego Instytutu Zootechniki Państwowego Instytutu Badawczego Grodziec Śląski od 2010 funkcjonuje biogazownia rolnicza o mocy elektrycznej 600 kW. Do produkcji biogazu wykorzystywany jest obornik i gnojowica, kiszonki z kukurydzy i traw, a także gliceryna. Roczne zapotrzebowanie na surowiec wynosi około 12 000 ton.

## Pomniki przyrody
Na terenie miejscowości znajduje się 6 dębów będących pomnikami przyrody.
| Obiekt                          | Wymiary                        | Szacunkowy wiek | Położenie               | Data ustanowienia pomnikiem |
| ------------------------------- | ------------------------------ | --------------- | ----------------------- | --------------------------- |
| Dąb szypułkowy (Quercus robur)  | obw.: 330 cm wys.: 22 m        | 200 lat         | obok stawu Pustelnik I  | 1963                        |
| Dąb szypułkowy (Quercus robur)  | obw.: 370 cm wys.: 20 m        | 250 lat         | obok stawu Pustelnik II | 1963                        |
| Dąb szypułkowy (Quercus robur)  | obw.: 320 cm wys.: 23 m        | 200 lat         | obok stawu Młyńczok II  | 1963                        |
| Skupienie 3 dębów (Quercus sp.) | obw.: 265-360 cm wys.: 18-23 m | 250 lat         | obok stawu Młyńczok I   | 1963                        |